# Palazzo Visconti-Castelli
Il palazzo Visconti-Castelli è un edificio storico di Canegrate. L'edificio ha pianta ad "L" con la facciata principale rivolta a nord e l'ala secondaria rivolta ad Est, verso la valle dell'Olona. In origine il palazzo era stato progettato per un'estensione maggiore: l'edificio avrebbe dovuto svilupparsi a partire da un corpo centrale con due ali originantesi da quest'ultimo immerso in un imponente giardino. Non si conoscono i motivi dell'interruzione dei lavori. Nel tempo la villa fu adibita a filanda, magazzino bozzoli della seta e fu oggetto di numerose modifiche. Oggi lo stabile è frazionato in piccoli appartamenti. Il parco originario fu successivamente lottizzato e il giardino antistante la villa venduto.

## L'edificio
L'ingresso porta dapprima ad un loggiato racchiuso da colonne con soffitto in legno e conduce poi al cortile principale. Un tempo tra una colonna e l'altra del loggiato esistevano archi a tutto sesto. Sulla parete di sinistra è presente una sinopia raffigurante lo stemma della famiglia Castelli.
La parete dell'ala orientale rivolta verso il cortile era, fino a non molto tempo fa, affrescata con scene campestri, le cui sinopie sono ancora presenti.
L'ala occidentale verso la strada è la più recente: è collegata al fabbricato mediante un camminamento coperto delimitato da pilastri sormontati da archi. Questo passaggio unisce anche il cortile principale con l'edificio che un tempo era adibito ad abitazione del fattore. L'edificio si sviluppa su un piano seminterrato e su tre piani. I soffitti del secondo piano sono a cassettone. Il tetto aveva una copertura originale in tegole a canali.
La scala di accesso al primo e secondo piano, a sbalzo, è in granito rosa di Baveno mentre il pavimento del loggiato al pian terreno e i pianerottoli delle scale sono di pietra beola.
La parte più antica, Villa Gallarati-Meraviglia, risalente alla fine del XVIII secolo, in origine era la dimora dei nobili Meraviglia, passata poi ai Gallarati e successivamente ceduta alla famiglia Castelli, la quale era già dal 1699 proprietaria di oltre metà del territorio canegratese, che edificò la parte più recente. L'intero complesso rimase di proprietà Castelli fino al 1853, quando fu venduta ai Visconti di Modrone, che a loro volta lo vendettero all'industriale Piantanida nel 1920.